# Tomas Espedal
Tomas Espedal, né le 12 novembre 1961 à Bergen, est un écrivain d'expression norvégienne qui a recours dans son œuvre à de nombreux éléments autobiographiques.
Deux de ses romans, Gå eller kunsten å leve et vilt og poetisk liv (2006) et Imot kunsten (2009) ont été sélectionnés pour le grand prix de littérature du Conseil nordique.  

## Prix et distinctions
- Prix de la critique (Kritikerprisen) 2009, pour Imot kunsten[1].
- Prix Gyldendal (Gyldendalprisen) 2009, pour Imot kunsten[2].
- Prix Brage (Brageprisen) 2011, pour Imot naturen[3].

## Traductions en français
- Lettre (une tentative) [« Brev (et forsøk) »]  (trad. du norvégien par Terje Sinding), Arles, Éditions Actes Sud, coll. « Lettres scandinaves », 2012, 128 p. (ISBN 978-2-330-00234-3)[4]
- Marcher. Ou l'art de mener une vie déréglée et poétique [« Gå. Eller kunsten å leve et vilt og poetisk liv »]  (trad. Terje Sinding), Arles, Éditions Actes Sud, coll. « Lettres scandinaves », 2012, 256 p. (ISBN 978-2-330-01247-2)
- Contre l’art (les carnets) [« Imot kunsten (notatbøkene) »]  (trad. du norvégien par Terje Sinding), Arles, Éditions Actes Sud, 2013, 176 p. (ISBN 978-2-330-02446-8)
- Contre la nature (les carnets) [« Imot naturen (notatbøkene) »]  (trad. du norvégien par Terje Sinding), Arles, Éditions Actes Sud, coll. « Lettres scandinaves », 2015, 160 p. (ISBN 978-2-330-03914-1)
- Gens de Bergen [« Bergeners »]  (trad. du norvégien par Terje Sinding), Arles, Éditions Actes Sud, coll. « Lettres scandinaves », 2017, 159 p. (ISBN 978-2-330-07571-2)

## Traductions dans d'autres langues

### Allemand
- (de) Gehen. Oder die Kunst, ein wildes und poetisches Leben zu führen  (trad. du norvégien par Paul Berf), Berlin, Matthes & Seitz, 2011

### Anglais
- (en) Tramp: Or the Art of Living a Wild and Poetic Life  (trad. du norvégien par James Anderson), Londres, Seagull World Literature, 2010
- (en) Against Art: The Notebooks  (trad. du norvégien par James Anderson), Londres, Seagull World Literature, 2011

### Danois
Trois romans de Tomas Espedal sont disponibles en danois. Tous trois sont publiés aux éditions Batzer & Co. à Roskilde, et traduits du norvégien par Jannie Jensen et Arild Batzer
- Gå. Eller kunsten at leve et vildt og poetisk liv(2007)
- Mod kunsten (2010)
- Mod naturen (2012)

### Espagnol
- (es) Caminar (o el arte de vivir una vida salvaje y poética)  (trad. du norvégien par Cristina Gómez Baggethun), Madrid, Ediciones Siruela, 2008

### Italien
- (it) Camminare dappertutto (anche in città)  (trad. du norvégien par Lucia Barni), Milan, Ponte alle Grazie, 2009

### Tchèque
- (cs) Jít. Aneb umění nespoutaného a poetického života  (trad. du norvégien par Jarka Vrbová), Prague, Havran, 2010
- (cs) Proti umění  (trad. du norvégien par Jarka Vrbová), Prague, Havran, 2013